# George Lyon (Golfspieler)
George Seymour Lyon (* 27. August 1858 in Richmond Hill; † 11. Mai 1938 in Toronto) war ein kanadischer Golfspieler und Sportfunktionär.
In seiner Jugend war Lyon hauptsächlich als Cricketspieler aktiv. Er war von Beruf Versicherungsagent und kämpfte 1885 als Soldat der kanadischen Armee in der Nordwest-Rebellion gegen die aufständischen Métis. Erst im Alter von 38 Jahren begann er, Golf zu spielen, entwickelte sich aber rasch zu einem der besten Amateure des Landes. Bereits sechs Jahre später gewann er bei den Olympischen Spielen 1904 in St. Louis die Goldmedaille im Einzel. Im Finale setzte er sich mit 3:2 gegen den Amerikaner Chandler Egan durch.
Lyon konnte zahlreiche weitere Erfolge feiern. Zwischen 1898 und 1914 gewann er achtmal die kanadische Amateurmeisterschaft, von 1918 bis 1930 war er zehnmal in der kanadischen Seniorenmeisterschaft siegreich. 1906 erreichte er das Finale der amerikanischen Meisterschaften, 1908 das Halbfinale der britischen Amateurmeisterschaften. Ebenfalls 1908 reiste er nach London, um seinen Olympiatitel zu verteidigen, doch das geplante Golfturnier wurde kurzfristig abgesagt. 1923 wurde Lyon zum Präsidenten der Royal Canadian Golf Association gewählt.